# Cachania placida
Cachania placida är en mångfotingart som beskrevs av Christoph D. Schubart 1955. Cachania placida ingår i släktet Cachania och familjen Fuhrmannodesmidae. Inga underarter finns listade i Catalogue of Life.